# Durio kutejensis
Durio kutejensis là một loài thực vật có hoa trong họ Cẩm quỳ. Loài này được (Hassk.) Becc. mô tả khoa học đầu tiên năm 1889. Loài này có ở Brunei Darussalam; Indonesia (Kalimantan); Malaysia (Sabah, Sarawak).